# Bæjarins Beztu Pylsur

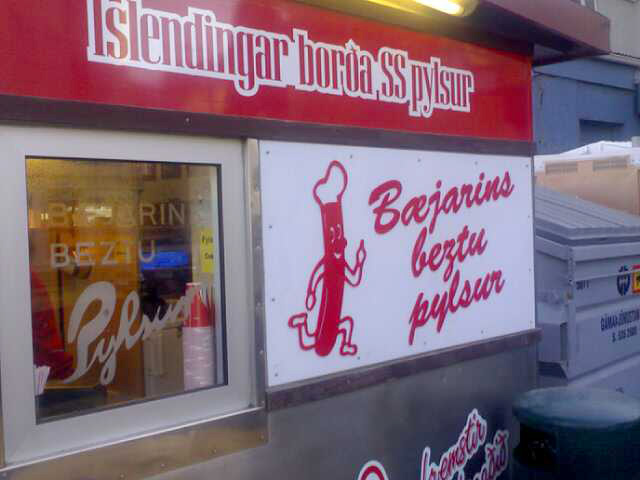
Bæjarins beztu pylsur.

Bæjarins Beztu Pylsur (phát âm tiếng Icelandː ijarɪns pɛstʏ p ʰ ɪlsʏr̥], nghĩa là món hotdog ngon nhất trong phố) thường rút ngắn chỉ đơn giản là "Bæjarins beztu", là một quầy hotdog ở trung tâm Reykjavík, Iceland, hoạt động kể từ năm 1937. Trong tháng 8 năm 2006, tờ báo Anh The Guardian đã bầu chọn Bæjarins beztu là quầy hot dog ngon nhất ở châu Âu. Ngoài vị trí nổi tiếng trên Tryggvagata, cũng có ba quầy khác nằm xung quanh Reykjavík.
Người ta tin rằng phần lớn người Iceland đã ăn Bæjarins beztu. Du khách nước ngoài thường được người dân địa phương để giới thiệu họ đến những quầy này, mà thường được gọi là "thực phẩm quốc gia Iceland." Trong số những người nổi tiếng, những người đã ăn Bæjarins beztu là Bill Clinton, cựu Tổng thống của Hoa Kỳ, và James Hetfield, ca sĩ chính của ban nhạc Metallica. Đây là quầy hot dog cũng xuất hiện trong mùa giải đầu tiên của truyền hình của sô Anthony Bourdain No Reservations.
Một phần hot dog giá 320 krónas (khoảng 2 euro) và gia vị bao gồm nước sốt cà chua, mù tạt ngọt, hành tây chiên, hành tây nguyên và remoulade, sốt dựa trên mayonnaise với gia vị ngọt. Hot dog thường được đặt mua với "đủ thưs", "nghĩa là, tất cả các gia vị, hoặc ở trong tiếng Iceland ""eina með öllu".
Vào các dịp lễ có một hotdog đặc biệt có tên là hot dog Dentzikiotis, trong đó có xúc xích thương mại dài nhất thế giới. Cũng có nhiều thành phần và nước sốt đặc biệt.